# المؤسسة الأمريكية للوقاية من حالات الانتحار
المؤسسة الأمريكية للوقاية من حالات الانتحار.
المؤسسة الامريكيه للوقاية من حالات الانتحار هي منظمه خيريه صحيه مقرها في نيويورك (الولايات المتحده الأمريكية) مع مقر سياسه عامه في واشنطن العاصمة وفصول محله في الولايات الخمسين في الولايات المتحده الامريكيه. المهمة الرئيسيه للمنظمه هي حمايه الارواح وادخال الامل للاشخاص المتأثرين من الانتحار
التاريخ
تأسست في عام 1987 كمؤسسه الانتحار الامريكيه من قبل هيربيرت هيندين. المؤسسة الأمريكية للوقاية من حالات الانتحار تدعي بأنها اكبرممول خاص في البحث في حالات من الانتحار. العائلات المؤسسة، انزعجت من مجموعه كبيره لا تصدق من ازدياد حالات الوفيات من الانتحار في الاربع عقود الماضيه مع تجربتهم الشخصية مع احبائهم الذين يقررون بالانتحار، قرروا بخلق هذه المنظمة من اجل إنشاء مصدر خاص لدعم بحوث حالات الانتحار، التعليم، والجهود الوقائيه التي ممكن تستمر وتبقى في المستقبل.وفقا لتقييم تشارتي نافيقاتور الذي نشر في سبتمبر 2018 , أكثر من 83% من اموال المنظمة ذهبت نحو نفقات البرامج (اعتمادا على المعلومات الماليه للسنه الماليه 2017) الحصول على التقييم المثالي للمساءلة والشفافية. أيضا هذه المنظمة شريكه مع اتينا.
قبل هذه المنظمة، لم يكن هناك نطاق وطني للمنظمات الغير ربحيه المخصصه لفهم واستيعاب ومنع حالات الانتحار من خلال البحث، التعليم والدعوة.
لعام 2018 , المساهمة الماليه من هذه المنظمة وصلت إلى 37 مليون دولار بفضل ال 70000 من الجهات الجدد المانحه والعائدة التي تتواصل مع هذه المنظمة ودعم برامجهم البحثيه.
البرامج
```
برامج مصممه لتوعية الجمهور العام عن ممارسات الانتحار وأفضل طرق لتوقيف هذه الممارسات مثل مقدمة لمنع الانتحار التي تقدمها هذه المنظمة تحت مظله التثقيف لمنع الانتحار وتوفير فهم عام عن الانتحار، بما في ذلك نطاقه وما الذي يمكن فعله لمنعه (حالات الانتحار). 
```

بعد اليوم الدولي للناجحين من الانتحار (المعروف أيضا باسم «يوم الناجحين») أحد ابرز البرامج أو الاحداث التي نظمتها هذه المؤسسة. تم تقديمة في الاصل باسم «الناجين الوطنيين يوم الخسارة الانتحارية» في عام 1999 , عندما قدم السيناتور الأمريكي هاري ريد - وهو أحد الناجين من خسارة الانتحار- قرارا رسميا إلى مجلس الوزراء، يتم الاحتفال بهذا اليوم رسميا في يوم السبت قبل عيد الشكرعيد الشكر (الولايات المتحدة) الأمريكي.
برنامج فحص التفاعل أو أي اس بي هي اداة تستخدم عبر الإنترنت، مقدمة من هذه المؤسسة تم تجربتها لأول مره في جامعة إيموري ومنذ ذلك الوقت تم تطبيقه في الكليات ومراكز الشرطة واماكن العمل واتحاد لاعبي ان اف ال.
الانتقاد
في أغسطس عام 2016 , المؤسسة شكلت شراكة مع المؤسسة الوطنية للرماية، جمعيه تجاره صناعه الاسلحة. في ديسمبر 2017 , اطلقت مقال رأي كتبه ايرين دنكرلي في صحيفة نيويورك تايمز، متطوع مات والده بالانتحار باستخدام العيار الناري.
تشير المقالة ان هنالك خطر عالي وكبير من الانتحار بابقاء الاسلحه الناريه في المنازل، ولكن يدعي موظفين المؤسسة المحلين اخبروا المتطوعين بعدم مناقشة موضوع السيطرة على الاسلحة. تمضي المقالة وتستمر لتقول ان المؤسسة استبعدت من جهتها جماعات منع العنف التي عززت وشجعت وروجت السيطرة على الاسلحة. وان المؤسسة استبعدت واستثنت حمله برادي لمنع عنف الاسلحة الناريه من خلال التبرع والمشاركة. وفقا للمنشور الذي نشر على مجتمع الصحة الرقمي (الاقوياء), تم الإبلاغ عن حسابات مشابهة لمجموعات سلامة الاسلحة في ولايه ويسكونسن (الولايات المتحده الأمريكية) من قبل خاري بينبيكر،
San diego by wendy wheatcroft, and in maine by judi richardson.